# Paquita «la Rebentaplenaris»
Paquita la Rebentaplenaris fou una dona d'avançada edat que, en la València de la transició, en plena batalla de València es dedicava a boicotejar col·loquis, actes públics o sessions de l'Ajuntament de València.
Tot i ser coneguda com a Paquita, el seu nom real era María. Era nascuda a Toledo i analfabeta.
Dona pobra de solemnitat, vinculada al Grup d'Acció Valencianista, es va fer famosa per boicotejar tota classe d'actes amb una gran agressivitat, especialment els plenaris de l'Ajuntament, en el moment en què, a parer seu, s'hi deien o decidien coses "massa catalanes". Açò la va fer guanyar el malnom de rebentaplenaris. Sensesostre que va aconseguir una llar de protecció oficial gràcies a una regidora d'Unió Valenciana, s'ha fet difícil la recol·lecció de dades de la seua vida.